# Kabinett Eluned Morgan
Das Kabinett Eluned Morgan ist seit dem 6. August 2024 die Regierung von Wales. Es wurde nach dem Rücktritt von Vaughan Gething und der unangefochtenen Wahl von Eluned Morgan zur Parteivorsitzenden von Welsh Labour gebildet. Es wird von Eluned Morgan geleitet. Die das Kabinett unterstützenden Abgeordneten haben über die Hälfte der Sitze im Senedd inne.

## Kabinett
| Amt                                                                          | Bild | Name               | Partei | Partei   | Amtszeit |
| ---------------------------------------------------------------------------- | ---- | ------------------ | ------ | -------- | -------- |
| First Minister                                                               |      | Eluned Morgan      |        | Labour   | 2024     |
| Deputy First Minister Minister für den Klimawandel und den ländlichen Raum   |      | Huw Irranca-Davies | Labour | 2024     |          |
| Minister für Finanzen und Verfassung                                         |      | Rebecca Evans      | Labour | bis 2024 |          |
| Minister für Finanzen und Verfassung                                         |      | Mark Drakeford     | Labour | ab 2024  |          |
| Minister für Wohnungsbau, Kommunalverwaltung und Planung                     |      | Jayne Bryant       | Labour | 2024     |          |
| Minister für Gesundheit und soziale Dienste                                  |      | Mark Drakeford     | Labour | bis 2024 |          |
| Minister für Gesundheit und soziale Dienste                                  |      | Jeremy Miles       | Labour | ab 2024  |          |
| Minister für Wirtschaft und Energie                                          |      | Ken Skates         | Labour | bis 2024 |          |
| Minister für Wirtschaft und Energie                                          |      | Rebecca Evans      | Labour | ab 2024  |          |
| Minister für Transport und Nordwales                                         |      | Ken Skates         | Labour | ab 2024  |          |
| Minister für Kultur und soziale Gerechtigkeit Leader of the House Chief Whip |      | Jane Hutt          | Labour | 2024     |          |
| Minister für Bildung                                                         |      | Lynne Neagle       | Labour | 2024     |          |

### Vizeminister
| Amt                                                  | Name         | Name            | Partei     | Amtszeit |
| ---------------------------------------------------- | ------------ | --------------- | ---------- | -------- |
| Stellvertretender Minister für soziale Partnerschaft |              | Jack Sargeant   | Labour     | 2024     |
| Stellvertretender Minister für mentale Gesundheit    | Sarah Murphy | Labour          | 2024       |          |
| Stellvertretender Minister für Sozialhilfe           | Dawn Bowden  | Labour          | 2024       |          |
| Generalstaatsanwalt                                  |              | Elisabeth Jones | Unabhängig | 2024     |